# Niederleuscheid
Niederleuscheid war eine Ortschaft in der Gemeinde Windeck im Rhein-Sieg-Kreis. Sie bildet heute den östlichen Teil von Leuscheid.

## Lage
Niederleuscheid liegt auf dem Leuscheid im Tal des Niederleuscheider Baches. Nachbarorte sind neben Leuscheid Saal im Norden, Röhrigshof im Osten und Eutscheid im Süden. Niederleuscheid liegt an der Landesstraße 312.

## Geschichte
Das Dorf gehörte zum Kirchspiel Leuscheid und zeitweise zur Bürgermeisterei Herchen.
1830 hatte Niederleuscheid 43 Bewohner.
1845 hatte der Weiler 56 Einwohner in elf Häusern. Davon waren 16 katholisch und 40 evangelisch.
1888 hatte Niederleuscheid 65 Bewohner in 15 Häusern.